# Fusillade de Virginia Beach
 (juin 2019).
Si vous disposez d'ouvrages ou d'articles de référence ou si vous connaissez des sites web de qualité traitant du thème abordé ici, merci de compléter l'article en donnant les références utiles à sa vérifiabilité et en les liant à la section « Notes et références ».
La fusillade de Virginia Beach est une tuerie de masse survenue le 31 mai 2019 dans un bâtiment municipal de la station balnéaire Virginia Beach, en Virginie (États-Unis).
Douze personnes sont tuées et quatre autres sont hospitalisées dans un état grave. Le tireur, DeWayne Craddock, est ensuite abattu après avoir ouvert le feu sur la police.

## Fusillade
Le tueur abat mortellement une personne dans une voiture garée devant le bâtiment 2 du centre municipal de Virginia Beach avant d'entrer dans l'édifice et de tirer sur des personnes, pour cela il se rend dans les trois étages. Le bâtiment en question accueille les services des travaux publics et de l'urbanisme de la ville, dans une installation municipale ouverte au public, ne comportant aucune mesure de sécurité spécifique  hors de laissez-passer pour accéder aux zones des employés et aux salles de conférence. Le tireur agit sans discernement et rien n'indique qu'il ait visé quelqu'un de particulier. Il est abattu lors d'un échange de coups de feu avec la police qui s'est rendue sur les lieux.
Certains visiteurs et certains employés ne sont à l'origine pas conscients de la présence du tireur et sont alertés par des appels téléphoniques, des sms et des injonctions à se mettre à l'abri ou à évacuer les lieux. La confusion est en partie due au fait que puisque des rénovations ont lieu au même moment, les gens interprètent le bruit de la fusillade comme le son d'un cloueur ou d'un autre outil. Le directeur municipal confirme dans les environs de 16 h 40 la présence d'un tireur dans le centre municipal. 
Le FBI, le ATF (Bureau of Alcohol, Tobacco, Firearms and Explosives) et le département de la Sécurité intérieure des États-Unis interviennent pour assister la police locale et de l'État. Deux armes semi-automatiques, un silencieux et de multiples chargeurs sont retrouvés sur place. La ville de Virginia Beach interdit la possession de silencieux. L'auteur des faits avait acheté les armes légalement durant les trois dernières années. 
Des témoins affirment que le tireur semblait parfaitement normal dans les heures précédant la fusillade. Un témoin dit qu'il l'a vu  se brosser les dents dans les toilettes comme il l'a toujours fait et ne semblait pas troublé, tandis que d'autres se souviennent lui avoir souhaité une bonne journée juste avant de qu'il commence à tirer.

## Victimes
Douze personnes sont blessées mortellement par l'auteur des coups de feu. Onze d'entre elles étaient des employés de la ville et la dernière était un entrepreneur qui se trouvait dans le bâtiment pour obtenir un permis de construire. Les employés avaient un total de 150 années accumulées au service de la ville, dont l'un travaillait pour la ville depuis plus de 41 ans. Six des employés travaillaient dans le département des services publics, ce qui correspond au même département dans lequel le tueur travaillait. 
Six victimes sont emmenées à l'hôpital pour des blessures résultant de la fusillade. Le Sentara Healthcare annonce que cinq des victimes ont été emmenées au centre hospitalier de Sentara Virginia Beach et six autres vers le Sentara Princess Anne Hospital. Une des victimes était un policier qui avait reçu des blessures durant les échanges de tirs avec Craddock.

## Tueur
DeWayne Antonio Craddock (né le 15 octobre 1978 et mort le 31 mai 2019) est identifié par la police comme étant le responsable. Il a travaillé en tant qu'ingénieur au département des services publics de la ville jusqu'à ce qu'il remette sa démission par courrier électronique qu'il a envoyé à la direction de la ville quelques heures avant l'attaque. Ayant démissionné « en règle dans son département », Craddock possédait toujours une carte d'accès pour accéder à l'espace de travail des employés à l'intérieur du bâtiment au moment de l'attaque. Dans les jours précédant la fusillade, il aurait été impliqué dans une rixe avec un ancien employé de la ville et aurait été menacé d'une sanction disciplinaire. Cependant, le responsable de la ville dit que lorsque Craddock a démissionné, il n'avait eu « aucun problème de discipline de façon continue ». 
Dans une période s'étendant au moins dans les trois jours avant la fusillade, Craddock avait acquis légalement plusieurs armes. Deux 11,43 sont utilisés dans la fusillade et deux autres armes sont trouvées chez lui, dont une était une autre arme 11,43. La quatrième arme est toujours en train d'être analysée par les autorités.
Craddock a obtenu son baccalauréat en 1996 de la Denbigh High School à Newport News. Entre 1996 et 2002, il a servi à la Virginia Army National Guard à Norfolk. En 2002, il obtient son diplôme à l'université Old Dominion avec une maîtrise dans le génie civil. Avant de rejoindre la ville de Virginia Beach, il a travaillé en tant qu'ingénieur de projets au sein de MSA P.C., une société de conseil. 
Avant l'attaque, Craddock n'avait aucun casier judiciaire excepté une infraction mineure au code de la route.

## Conséquences
Plusieurs veilles sont organisées par l'église méthodiste locale et d'autres organisations pour les victimes de la fusillades. Des membres de l'église méthodiste (Courthouse Community United Methodist Church) ont préparé de la nourriture pour les forces de l'ordre sur place, après que les lieux ont été sécurisés. 
Le lendemain de l'attaque, les autorités de Virginia Beach ont tenu une conférence incluant des présentations détaillées des noms, des photos et des intitulés des postes des douze victimes qui ont été tuées, ajoutant la ville dans laquelle ils vivaient. Ils ne citent le nom du tueur qu'une seule fois, jurant que cela serait la seule fois qu'ils le feraient.

### Réactions
Le gouverneur de Virginie, Ralph Northam, déclare sur Twitter que « [s]on cœur souffre pour les victimes de cette fusillades bouleversante, pour leurs familles, et tous ceux qui les aimaient ». Le ministre de la Justice de Virginie déplore : « Ces dernières années, il y a eu des fusillades de masse dans les écoles, les universités américaines, les bâtiments gouvernementaux, les bureaux, les concerts, les cinémas, les boîtes de nuit, même dans les églises, les mosquées, et les synagogues. Nous devons faire plus pour arrêter ce type de violences. » Le maire de Virginia Beach, Bobby Dyer, déclare : « C'est la journée la plus bouleversante dans l'histoire de Virginia Beach ». Dyer a aussi tenté de calmer les débats concernant les débats sur le port d'armes demandant à chacun d'éviter les « réactions instinctives » et la « faute professionnelle bureaucratique bipartisane ».
Le sénateur de Virginie Tim Kaine a promis de « continuer à pousser le Congrès à prendre des mesures pour empêcher le fléau quotidien de la violence par arme à feu ». Un autre sénateur Américain de Virginie, Mark Warner, a remercié les forces de l'ordre pour leur intervention. La députée Elaine Luria, qui représente Virginia Beach, à faire part de ses condoléances et a remercié « les premiers intervenants et les forces de l'ordre d'avoir risqué leur vie pour mettre un suspect en détention ». Elle déclare ensuite que l'incident « est une preuve supplémentaire que le Congrès doit agir pour empêcher la violence armée ». Le président américain Donald Trump a également offert ses condoléances, tout comme la présidente de la Chambre des Représentants, Nancy Pelosi.
Le 1er juin 2019, la famille de Craddock (le tueur) appose une affichette manuscrite sur la porte d'entrée de la maison d'un de ses membres exprimant ses condoléances aux victimes.